# Liste der nicht zur Bundestagswahl 2009 zugelassenen politischen Vereinigungen
Diese Liste der nicht zur Bundestagswahl 2009 zugelassenen politischen Vereinigungen enthält alle Wählervereinigungen, die bei der Bundestagswahl 2009 teilnehmen wollten, jedoch nicht als Parteien anerkannt wurden.
Der Bundeswahlausschuss entschied am 17. Juli 2009 über die Parteieigenschaft der angezeigten Parteien und Wählervereinigungen. 49 Parteien und politische Vereinigungen wollten zur Bundestagswahl antreten und hatten ihren Beteiligungswunsch für die Bundestagswahl beim Bundeswahlleiter eingereicht. Von diesen 49 wurden in der Ausschusssitzung 21 als Parteien anerkannt und mussten anschließend Landeslisten einreichen, um mit diesen zur Bundestagswahl zugelassen zu werden. 8 weitere Parteien, die bereits im Bundestag oder einem Landtag mit Sitzen vertreten waren, brauchten nicht anerkannt zu werden, sondern wurden ohne eine solche zur Bundestagswahl zugelassen. 
| Kurzbezeichnung (offizielle Schreibweise der Abkürzung) | Langbezeichnung (in normaler Schreibweise)                                                        | Bemerkung zur Anerkennung als Partei nach § 18 BWahlG |
| ------------------------------------------------------- | ------------------------------------------------------------------------------------------------- | --- |
| DIE FREIHEITLICHEN                                      | Die Freiheitlichen                                                                                | einstimmig nicht anerkannt (Beteiligungsanzeige bereits im August 2008 zurückgezogen) |
| BPD                                                     | Bürger Partei Deutschland                                                                         | einstimmig nicht anerkannt (nur 5 Mitglieder und keine Wahlteilnahmen) |
| APPD                                                    | Anarchistische Pogo-Partei Deutschlands                                                           | mit 2/3-Mehrheit nicht anerkannt (2 Pro-Stimmen) (Zweifel am Willen zur politischen Willensbildung) |
| HUMANWIRTSCHAFT                                         | Humanwirtschaftspartei                                                                            | einstimmig nicht anerkannt (kein Vertreter bei Ausschusssitzung für Nachfragen anwesend) |
| PASS                                                    | Partei der Arbeitswilligen und Sozial Schwachen – Antidiskriminierungsverband                     | einstimmig nicht anerkannt (Beteiligungsanzeige nicht formgerecht, nur per Fax) |
| HEIDE                                                   | Heimat Deutschland                                                                                | einstimmig nicht anerkannt (kein Vertreter bei Ausschusssitzung für Nachfragen anwesend) |
| Die PARTEI                                              | Partei für Arbeit, Rechtsstaat, Tierschutz, Elitenförderung und basisdemokratische Initiative     | einstimmig nicht anerkannt (niedrige Wahlergebnisse, Europawahlteilnahme scheiterte an fehlenden Unterschriften, anwesender Schatzmeister kann keine genaue Mitgliederzahl angeben und kennt die eingereichten Unterlagen nicht) |
| DIE GRAUEN                                              | Die Grauen – Generationspartei                                                                    | einstimmig nicht anerkannt (kein Vertreter bei Ausschusssitzung für Nachfragen anwesend) |
| ÜPD                                                     | „ÜberPartei“ Deutschlands                                                                         | einstimmig nicht anerkannt (Zweifel, dass ÜPD bei ihrer Öffentlichkeitsarbeit als Partei wahrgenommen wird) |
| Pi                                                      | Partei-Interim                                                                                    | einstimmig nicht anerkannt (Probleme mit Unterstützungsunterschriften, Zweifel an Rückhalt in Bevölkerung) |
| DIE FREIEN                                              | Deutschlands Freie Wähler                                                                         | einstimmig nicht anerkannt (kein Vertreter bei Ausschusssitzung für Nachfragen anwesend) |
| DD                                                      | Demokratie-DD-Deutschland                                                                         | einstimmig nicht anerkannt (Beteiligungsanzeige nur per E-Mail, Partei noch nicht gegründet) |
| AVR                                                     | Auch wir sind das Volk: Die Rentner                                                               | einstimmig nicht anerkannt (kein Vertreter bei Ausschusssitzung für Nachfragen anwesend) |
| D-BÜ                                                    | Demokratische Bürgerbewegung!                                                                     | mit 2/3-Mehrheit nicht anerkannt (1 Pro-Stimme) nach langer Diskussion und Vorschlag des Vorsitzenden Egeler zur Anerkennung (problemat. Mitgliederzählung per Internet)                                                         |
| BDG                                                     | Bündnis der Generationen                                                                          | einstimmig nicht anerkannt (nur 48 Mitglieder, 1 Landesverband und wollen nur in Stade antreten) |
| ESBAP                                                   | Europäische Soziale Bürger Arbeiter Partei                                                        | einstimmig nicht anerkannt (kein Vertreter bei Ausschusssitzung für Nachfragen anwesend) |
| BPA                                                     | Die Bürgerpartei für „alle“ – damit wir „alle“ etwas bewegen! In Politik und Wirtschaft.          | einstimmig nicht anerkannt (nur 8 Mitglieder, Bundeswahlleiter Egeler: „Kriterien sind alle nicht erfüllt“) |
| GFP                                                     | Global Future Party                                                                               | einstimmig nicht anerkannt (Originaleingang der Beteiligungsanzeige nach Fristablauf, kein Nachweis über formelle Satzungswahlen)                                                                                                |
| FW                                                      | Freie Wähler Niedersachsen – Bürgerinitiativen, Bürgerlisten und unabhängige Wählergemeinschaften | einstimmig nicht anerkannt (Beteiligungsanzeige vor der Ausschusssitzung zurückgezogen) |
| SAG                                                     | Soziale Alternative für Gerechtigkeit                                                             | einstimmig nicht anerkannt (nur 37 Mitglieder, noch keine Wahlteilnahme als Partei seit Gründung 2007) |
| FBU                                                     | Freie Bürger Union                                                                                | einstimmig nicht anerkannt (Parteieigenschaft nach 6 Jahren Inaktivität vorerst erloschen, nur 27 Mitglieder bei Bundesversammlung, kein Vertreter bei Ausschusssitzung für Nachfragen anwesend)                                 |
| POP                                                     | Pogo-Partei                                                                                       | wurde nicht entschieden: hat sich vor der Sitzung des Bundeswahlausschusses aufgelöst |
| TP                                                      | Tempelhof-Partei – Direkte Demokratie findet jetzt statt!                                         | einstimmig nicht anerkannt (nur 12 Mitglieder, keine Landesverbände oder Öffentlichkeitsarbeit) |
| PRSG                                                    | Partei für Recht und Soziale Gerechtigkeit                                                        | einstimmig nicht anerkannt (Parteieigenschaft nach 6 Jahren Inaktivität vorerst erloschen, keine Angaben zu Mitgliederzahlen, Landesverbänden und Öffentlichkeitsarbeit)                                                         |
| FWG Die Freie                                           | Freie Wähler Gemeinschaft – Unabhängige Gruppe Deutschland Partei Union Vereinigung               | einstimmig nicht anerkannt (im Juni 2009 gegründet, 8 Mitglieder bei Gründung, keine Landesverbände) |
| RAUCHERPARTEI                                           | Raucherpartei Deutschland                                                                         | einstimmig nicht anerkannt (satzungsgemäßer Name (Kurzbezeichnung) fehlt, im Juni 2009 mit nur 7 Mitgliedern gegründet) |
| CDXL                                                    | Center Demokraten; Wir sind das Volk – Wir stehn im Mittelpunkt                                   | einstimmig nicht anerkannt (Originaleingang der Beteiligungsanzeige 2 Tage nach Fristablauf) |
| D.D.B.P.                                                | Deutsche Demokratische Bürger Partei                                                              | einstimmig nicht anerkannt (Beteiligungsanzeige nur per E-Mail, kein satzungsgemäßer Name und Vorstandswahlen) |
| ULPD                                                    | Unabhängige Liberale Partei Deutschland                                                           | einstimmig nicht anerkannt (nur 5 Mitglieder, keine Landesverbände, seit Gründung 2005 keine Wahlteilnahme) |
| B                                                       | Die Bergpartei                                                                                    | einstimmig nicht anerkannt unter Protest der Vereinigung (Beteiligungsanzeige 8 Std. zu spät eingegangen wegen 4-tägigem Postweg, Expressbrief an Postfachadresse war nicht möglich)                                             |
| ASDU                                                    | Alternative Soziale Demokratische Union                                                           | einstimmig nicht anerkannt (Frist für Beteiligungsanzeige nicht eingehalten und nur per E-Mail) |